# Jorge Claros
Jorge Claros est un footballeur international hondurien né le 8 janvier 1986 à La Ceiba. Il évolue au poste de milieu de terrain avec le Real España.
Il est membre de l'équipe nationale à la coupe du monde 2005 des moins de 20 ans aux Pays-Bas.

## Biographie
Le 16 juillet 2014, Claros est recruté par le Sporting Kansas City. Il est coupé de l'effectif le 24 février 2015 deux semaines avant le début de la saison 2015. 